# Cyclanthera lalajuela
Cyclanthera lalajuela är en gurkväxtart som beskrevs av Barry Edward Hammel, J.A.González. Cyclanthera lalajuela ingår i släktet springgurkor, och familjen gurkväxter. Inga underarter finns listade i Catalogue of Life.